# الجامعة العبرية في القدس
الجامعة العبرية في القدس (بالعبرية: האוניברסיטה העברית בירושלים بالإنجليزية: The Hebrew University of Jerusalem) هي جامعة إسرائيلية جماهيرية في مدينة القدس. كانت الجامعة العبرية أول جامعة، تأسست عام 1925 أيام الانتداب البريطاني بمبادرة الحركة الصهيونية. تتربع الجامعة على عرش المؤسسات الأكاديمية في إسرائيل اليوم، تخرج منها عدة شخصيات بارزة في مجال الأبحاث ومجالات أخرى، ومنهم من حاز أيضًا على جائزة نوبل، كما أن هذه الجامعة تصنف 64 على مستوى العالم حسب «تصنيف شانغهاي» ، أو 93 حسب «تصنيف THE»  وتحتل المرتبة الأولى كأفضل جامعة في إسرائيل.
الجامعة العبرية هي اليوم جامعة جماهيرية ممولة من قبل دولة إسرائيل بالإضافة إلى تبرعات وأرباح بيع الكتب ومنح حقوق نشر على أبحاث. من أهم المصادر المالية المتوفرة للجامعة هو بيع تصاريح لاستخدام اسم ألبرت أينشتاين وصورته بموجب وصية أينشتاين الذي نقل الحقوق على استخدام اسمه وصورته بعد وفاته للجامعة  .
بلغ عدد طلاب الجامعة 24 ألف طالب في 2006 أغلبيتهم إسرائيليون (من اليهود والعرب) وبعضهم أجانب، من بينهم عدد كبير من اليهود غير الإسرائيليين. وبلغ عدد الأساتذة المعلمين في الجامعة في ذلك العام 1200 أستاذ. اللغتان الرئيسيتان المستخدمتان للتعليم هما العبرية والإنجليزية. تنتشر دوائر الجامعة في خمسة حرمات جامعية، منهم ثلاثة حرمات في القدس: حرم جبل المشارف - أقدم الحرمات، يشمل كلية الأدبيات، كليات الحقوق وكلية العلوم الاجتماعية، حرم إدموند سافرا في غفعات رام (تلة الشيخ بدر) - يشمل كلية العلوم الطبيعية، الرياضيات، المعلوماتية وغيرها من الدوائر، حرم عين كارم يشمل كلية الطب كلية طب الأسنان، مدرسة التمريض والصيدلة (ضمن مستشفى هداسا عين كارم). أما الحرمين الجامعيين التابعة للجامعة العبرية خارج القدس فهما: حرم رحوبوت وحرم بيت دجان الذان يشملان كلية تعليم للزراعة العلوم الغذائية والطب البيطري. كذلك هناك مختبر لأبحاث في علم الأحياء البحري تابعة للجامعة العبرية في مدينة إيلات.

## تاريخ
تعود فكرة إنشاء جامعة عبرية في فلسطين إلى المؤتمر الصهيوني الأول في 1897 حيث اقترح الناشط الصهيوني تسفي هرمان شابيرا هذه الفكرة على المندوبين الآخرين وتم نقاشها في إطار المؤتمر. وبعد 16 عاما منذ بداية مناقشة الفكرة، اتخذ المؤتمر الصهيوني ال11 عام 1913 قرار إقامة جامعة عبرية، فاشترى الاتحاد الصهيوني العالمي لهذه الغاية قطعة أرض على جبل المشارف من الزوجين البريطانيين جون وكارولين إميلي غراي هيل (محام ومصورة من إنجلترا زارا فلسطين تكرارا وصورا الحياة فيها).
وفي 24 يوليو 1918، عام واحد تقريبا بعد احتلال منطقة فلسطين على يد البريطانيين من الدولة العثمانية، أقيم حفل وضع حجر الأساس للجامعة، ثم تم افتتاح الجامعة 7 أعوام لاحقا، في 1 أبريل 1925 في حفل حضره اللورد آرثر جيمس بلفور، المندوب البريطاني السامي هربرت صمويل والزعماء الصهيونيون حاييم فايتسمان، الحاخام إبراهيم إسحاق كوك وحاييم نحمان بياليك. ترأس حاييم فايتسمان مجلس أمناء الجامعة الأول وكان بين أعضائه ألبرت أينشتاين، حاييم نحمان بياليك، آحاد هعام، ناحوم سوكولوف، يهودا ليب ماجنس وغيرهم من العلماء والأدباء اليهود.
شملت الجامعة عند افتتاحها ثلاث دوائر: معهد علوم اليهودية، معهد الميكروبيولوجيا ومعهد الكيمياء، وتعلم فيها 141 طالبا بينما بلغ عدد الأساتذة 33 أستاذا. في 1931 بدأت الجامعة منح مراتب ماجستر (MA).

## خريجو الجامعة البارزين
- دانييل كاهنمان - تخرج عام 1954، وكان أستاذا في الجامعة بين السنوات 1961-1979. حصل على جائزة نوبل في الاقتصاد عام 2002.
- ديفيد غروس - تخرج عام 1962، حصل على جائزة نوبل في الفيزياء عام 2004.
- أفرهام هيرشكو - تخرج عام 1969، حصل مع أهارون تشيخانوفير وإروين روز على جائزة نوبل في الكيمياء عام 2004.
- أهارون تشيخانوفير - تخرج عام 1973، حصل مع أفرام هيرشكو وإروين روز على جائزة نوبل في الكيمياء عام 2004.
- ميخائيل رابين - تخرج عام 1953 ويعمل أستاذا في الجامعة منذ 1958، حصل على جائزة تورنغ في المعلوماتية عام 1976.